# Mohamed Khadry
Mohamed Khadry (in arabo محمد خضرى‎?; ...) è un ex pallanuotista egiziano.

## Biografia
Ha rappresentato l'Egitto ai Giochi olimpici estivi di Londra 1948 nel torneo di pallanuoto.